# نبي عوجي
نبي عوجي (بالتركية: Nabi Avcı) (8 أكتوبر 1953 - بيله جك، تركيا) أكاديمي وكاتب سياسي تركي، كان سابقًا كبير مستشاري رئيس الوزراء التركي رجب طيب أردوغان.
انتخب عضوا في البرلمان عن دائرة اسكيشهر في انتخابات 2011. وفي 24 يناير 2013 أصبح وزير التربية الوطنية والتعليم.